# Andes taiensis
Andes taiensis är en insektsart som beskrevs av Van Stalle 1984. Andes taiensis ingår i släktet Andes och familjen kilstritar. Inga underarter finns listade i Catalogue of Life.